# Hugo Gallenkamp
Hugo Friedrich Wilhelm Gallenkamp (* 9. August 1859 in Koblenz; † 1925) war ein deutscher Jurist.

## Leben
Gallenkamp wurde 1859 als Sohn des Reichsoberhandelsgerichtsrates Friedrich Gallenkamp in Leipzig geboren. Er besuchte bis 1879 die Thomasschule zu Leipzig. Danach studierte er Rechtswissenschaften an den Universitäten in Tübingen, Leipzig und Halle und promovierte zum Dr. jur. Er war geheimer Oberregierungsrat und wurde Vortragenden Rat im Reichsamt des Innern und Protokollführer beim Bundesrat und wirkte als Herausgeber der Kgl. Preußischen Gesetzessammlung.